# Hexatoma (Eriocera) morula
Hexatoma (Eriocera) morula is een tweevleugelige uit de familie steltmuggen (Limoniidae). De soort komt voor in het Palearctisch gebied.